# St Juliot
 (septembre 2023).
St Juliot est une paroisse civile des Cornouailles, en Angleterre.